# APRA Awards
Les APRA Music Awards sont des prix remis annuellement depuis 1982, qui visent à récompenser les meilleurs musiciens contemporains australiens. Tous les métiers de l'industrie musicale sont mis à l'honneur, aussi bien les compositeurs et les auteurs-compositeurs que les producteurs qui ont réalisé des performances exceptionnelles en termes de ventes ou de diffusion à la radio.
Plusieurs cérémonies de remise de prix sont organisées en Australie par l'Australasian Performing Right Association (en) (APRA) et l'Australasian Mechanical Copyright Owners Society (en) (AMCOS). En plus des APRA Music Awards, l'APRA AMCOS, en association avec l' Australian Music Center (en), décerne également des prix pour les meilleurs artistes de musique classique, de jazz, d'improvisation, de musique expérimentale et d'art sonore, connus sous le nom d'Art Music Awards. Il organise aussi, en association avec l'Australian Guild of Screen Composers (en) (AGSC) les Screen Music Awards qui récompensent les meilleures musiques de film.

## APRA Music Awards
Les APRA Music Awards sont créés en 1982 afin d'honorer les auteurs-compositeurs et compositeurs de musique pour leur travail. Les catégories de prix sont :

### Gold Award
De 1982 à 1990, les meilleures chansons étaient récompensées du Gold Award, également appelé Special Award. Au milieu des années 1980, des Platinum Awards ont été décernés à des artistes ou groupes majeurs des années précédentes.
| Année                       | Auteur(s)                                 | Groupe              | Chanson récompensée                                                                            | Prix                        |
| --------------------------- | ----------------------------------------- | ------------------- | ---------------------------------------------------------------------------------------------- | --------------------------- |
| 1982                        | Graeham Goble (en)                        | Little River Band   | "Reminiscing (en)"                                                                             | Gold Award                  |
| 1982                        | Graham Russell (en)                       | Air Supply          | "Lost in Love"                                                                                 | Gold Award                  |
| 1982                        | Glenn Shorrock (en)                       | Little River Band   | "Cool Change (en)"                                                                             | Gold Award                  |
| 1982                        | Angus Young, Malcolm Young, Bon Scott     | AC/DC               | "Highway to Hell"                                                                              | Gold Award                  |
| 1983                        | Pas de prix décerné                       | Pas de prix décerné | Pas de prix décerné                                                                            | Pas de prix décerné         |
| 1984                        | Graham Russell (en)                       | Air Supply          | "The One That You Love (en)"                                                                   | Special Award               |
| 1984                        | Colin Hay                                 | Men at Work         | "Who Can It Be Now?"                                                                           | Special Award               |
| 1984                        | Brian May                                 | NC                  | Bande originale du film Mad Max                                                                | Special Award               |
| 1985                        | Colin Hay, Ron Strykert (en)              | Men at Work         | "Down Under"                                                                                   | Special Award               |
| 1985                        | John Antill                               | NC                  | "Corroboree (en)"                                                                              | Special Award               |
| 1985                        | Graeham Goble (en)                        | Little River Band   | "The Other Guy (en)"                                                                           | Special Award               |
| 1985                        | Reece Kirk                                | Crystal Gayle       | "Our Love Is on the Faultline (en)"                                                            | Special Award               |
| 1986                        | Eric Bogle                                | Eric Bogle          | "And The Band Played Waltzing Matilda"                                                         | Gold Award                  |
| 1987                        | Angus Young, Malcolm Young, Brian Johnson | AC/DC               | "Back in Black"                                                                                | Gold Award                  |
| 1987                        | Mark Knopfler                             | Dire Straits        | Brothers in Arms                                                                               | Gold Award (meilleur album) |
| 1988                        | Jack O'Hagan (en)                         | NC                  | "Along the Road to Gundagai (en)"                                                              | Platinum Award              |
| 1988                        | Gordon Parsons (en)                       | Slim Dusty          | "A Pub with No Beer (en)"                                                                      | Platinum Award              |
| 1988                        | Rolf Harris                               | Rolf Harris         | "Tie Me Kangaroo Down, Sport (en)"                                                             | Platinum Award              |
| 1988                        | Dorothy Dodd                              | NC                  | "Granada"                                                                                      | Platinum Award              |
| 1988                        | Marie Cowan, Banjo Paterson               | NC                  | "Waltzing Matilda"                                                                             | Platinum Award              |
| 1988                        | Andrew Farriss, Michael Hutchence         | INXS                | "What You Need (en)"                                                                           | Gold Award                  |
| 1988                        | Peter Best                                | NC                  | Bande originale du film Crocodile Dundee                                                       | Gold Award                  |
| 1989                        | John Antill                               | NC                  | "Corroboree (en)"                                                                              | Platinum Award              |
| 1989                        | Harry Vanda & George Young                | NC                  | En reconnaissance de la popularité importante de leurs musiques à travers le monde.            | Platinum Award              |
| 1989                        | Neil Finn                                 | Crowded House       | "Don't Dream It's Over"                                                                        | Gold Award                  |
| 1989                        | Andrew Farriss, Michael Hutchence         | INXS                | "Need You Tonight"                                                                             | Gold Award                  |
| 1989                        | Hal David                                 | NC                  | En reconnaissance de la grande popularité de ses chansons en Australie et en Nouvelle-Zélande. | Gold Award                  |
| 1989–1990 (décerné en 1991) | Peter Garrett, Rob Hirst, James Moginie   | Midnight Oil        | "Beds Are Burning"                                                                             | Gold Award                  |
| 1990                        | Andrew Farriss, Michael Hutchence         | INXS                | "Devil Inside"                                                                                 | Gold Award                  |
| 1990                        | Andrew Farriss, Michael Hutchence         | INXS                | "New Sensation (en)"                                                                           | Gold Award                  |

### Chanson de l'année
La chanson de l'année est choisie par un vote de tous les membres de l'APRA. Les chansons doivent avoir été écrites par un membre de l'APRA et publiées au cours de l'année civile précédente pour pouvoir entrer dans la compétition. Ce prix est considéré comme l'un des plus prestigieux des APRA Music Awards.
| Année | Auteur(s) | Groupe                                                                            | Chanson                           |
| ----- | --- | --------------------------------------------------------------------------------- | --------------------------------- |
| 1991  | Bakamana Yunipingu, Stuart Kellaway, Gurrumul Yunipingu, Milkayggu Mununggurr, Cal Williams, Paul Kelly                                          | Yothu Yindi                                                                       | "Treaty (en)"                     |
| 1992  | Rick Price (en), Heather Field | Rick Price (en)                                                                   | "Heaven Knows (en)"               |
| 1993  | Neil et Tim Finn (en) | Crowded House                                                                     | "Four Seasons in One Day (en)"    |
| 1994  | Neil Finn | Crowded House                                                                     | "Distant Sun (en)"                |
| 1995  | Neil Murray | Christine Anu                                                                     | "My Island Home (en)"             |
| 1996  | Tina Arena, Robert Parde, Heather Field | Tina Arena                                                                        | "Wasn’t It Good (en)"             |
| 1997  | Pas de prix décerné | Pas de prix décerné                                                               | Pas de prix décerné               |
| 1998  | Dean Manning | Leonardo's Bride (en)                                                             | "Even When I'm Sleeping (en)"     |
| 1999  | James Roche | Bachelor Girl (en)                                                                | "Buses and Trains (en)"           |
| 2000  | Jonathan Coghill, John Collins, Ian Haug, Darren Middleton, Bernard Fanning                                                                      | Powderfinger                                                                      | "Passenger (en)"                  |
| 2001  | Bernard Fanning | Powderfinger                                                                      | "My Happiness"                    |
| 2002  | Alex Lloyd | Alex Lloyd                                                                        | "Amazing (en)"                    |
| 2003  | Kasey Chambers | Kasey Chambers                                                                    | "Not Pretty Enough (en)"          |
| 2004  | John Butler | John Butler Trio                                                                  | "Zebra (en)"                      |
| 2005  | Missy Higgins et Kevin Griffin (en) | Missy Higgins                                                                     | "Scar (en)"                       |
| 2006  | Ben Lee et McGowan Southworth | Ben Lee                                                                           | "Catch My Disease (en)"           |
| 2007  | Glenn Richards (en) | Augie March (en)                                                                  | "One Crowded Hour (en)"           |
| 2008  | Daniel Johns et Julian Hamilton (en) | Silverchair                                                                       | "Straight Lines (en)"             |
| 2009  | Chris Cheney (en) | The Living End                                                                    | "White Noise (en)"                |
| 2010  | Dougy Mandagi et Lorenzo Sillitto | The Temper Trap                                                                   | "Sweet Disposition (en)"          |
| 2011  | Angus et Julia Stone | Angus & Julia Stone                                                               | "Big Jet Plane"                   |
| 2012  | Wally de Backer, Luiz Bonfa | Gotye ft. Kimbra                                                                  | "Somebody That I Used To Know"    |
| 2013  | Kevin Parker | Tame Impala                                                                       | "Feels Like We Only Go Backwards" |
| 2014  | James Keogh | Vance Joy                                                                         | "Riptide"                         |
| 2015  | Sia Furler, Jesse Shatkin (en) | Sia                                                                               | "Chandelier"                      |
| 2016  | Kevin Parker | Tame Impala                                                                       | "Let It Happen"                   |
| 2017  | D.D Dumbo (en) | D.D Dumbo                                                                         | "Satan"                           |
| 2018  | Paul Kelly, Billy Miller (en) | Paul Kelly                                                                        | "Firewood and Candles (en)"       |
| 2019  | Amy Billings | Amy Shark                                                                         | "I Said Hi (en)"                  |
| 2020  | Toni Watson | Tones and I                                                                       | "Dance Monkey"                    |
| 2021  | Joel Davison, Rob Hirst, Bunna Lawrie | Midnight Oil ft. Dan Sultan (en), Joel Davison, Kaleena Briggs, Bunna Lawrie (en) | "Gadigal Land (en)"               |
| 2022  | The Kid LAROI, Justin Bieber, Isaac De Boni (en), Omer Fedi (en), Magnus Høiberg, Michael Mule, Charlie Puth, Subhaan Rahman, Blake Slatkin (en) | The Kid LAROI & Justin Bieber                                                     | "Stay"                            |
| 2023  | Harley Streten, Sarah Aarons (en) | Flume ft. May-a (en)                                                              | "Say Nothing (en)"                |

### Auteur-compositeur de l'année
L'auteur-compositeur de l'année est élu par l'ensemble des auteurs et directeurs de la publication de l'APRA. Le prix récompense l'auteur-compositeur qui a réalisé l'œuvre la plus importante de l'année précédente.
| Année | Auteur-compositeur                                                                                                   |
| ----- | --- |
| 1991  | Phil Buckle (en) |
| 1992  | Neil et Tim Finn (en)                                                                                                |
| 1993  | Greg Arnold (en) |
| 1994  | Neil Finn |
| 1995  | Daniel Johns et Benjamin Gillies                                                                                     |
| 1996  | Nick Cave |
| 1997  | Pas de prix décerné                                                                                                  |
| 1998  | Darren Hayes et Daniel Jones                                                                                         |
| 1999  | Paul Kelly |
| 2000  | Darren Hayes et Daniel Jones                                                                                         |
| 2001  | Ella (en) et Jesse Hooper (en)                                                                                       |
| 2002  | Kasey Chambers |
| 2003  | Daniel Johns |
| 2004  | Powderfinger |
| 2005  | Jet |
| 2006  | Bernard Fanning |
| 2007  | Andrew Stockdale, Myles Heskett et Chris Ross (en)                                                                   |
| 2008  | Daniel Johns |
| 2009  | Kim Moyes (en) et Julian Hamilton (en)                                                                               |
| 2010  | Angus et Malcolm Young                                                                                               |
| 2011  | Angus et Julia Stone                                                                                                 |
| 2012  | Gotye |
| 2013  | Sia |
| 2014  | Sia |
| 2015  | Sia |
| 2016  | Courtney Barnett |
| 2017  | Harley Streten (Flume)                                                                                               |
| 2018  | Adam Briggs (Briggs (en)) et Daniel Rankine (Trials (en))                                                            |
| 2019  | Sarah Aarons (en) |
| 2020  | Barry Francis (DJ Debris), Matthew Lambert (Suffa (en)) et Daniel Smith (MC Pressure (en)) (membres d'Hilltop Hoods) |
| 2021  | Kevin Parker |

### Le Ted Albert Award pour services exceptionnels rendus à la musique australienne
Le Ted Albert Award pour services exceptionnels rendus à la musique australienne est décerné par l'ensemble des auteurs et directeurs de la publication de l'APRA pour récompenser la carrière d'un artiste. Le prix porte le nom de Ted Albert (en), dont la société Albert Productions (en) a commercialisé plusieurs albums des Easybeats, d'AC/DC ou encore de John Paul Young.
| Année | Artiste récompensé                      |
| ----- | --------------------------------------- |
| 1991  | Allan Hely                              |
| 1992  | John Sturman                            |
| 1993  | Peter Sculthorpe                        |
| 1994  | Ian Meldrum (en)                        |
| 1995  | Harry Vanda et George Young             |
| 1996  | Ron Tudor (en)                          |
| 1997  | Pas de prix décerné                     |
| 1998  | Michael Gudinski (en)                   |
| 1999  | Slim Dusty                              |
| 2000  | Triple J                                |
| 2001  | Charles Fischer                         |
| 2002  | Barry Chapman                           |
| 2003  | Angus Young, Malcolm Young et Bon Scott |
| 2004  | Don Burrows (en)                        |
| 2005  | Michael Chugg (en)                      |
| 2006  | Bill Armstrong                          |
| 2007  | Michael McMartin                        |
| 2008  | Roger Davies (en)                       |
| 2009  | Denis Handlin (en)                      |
| 2010  | Jimmy Little (en)                       |
| 2011  | Paul Kelly                              |
| 2012  | Mary Lopez                              |
| 2013  | The Seekers                             |
| 2014  | Lindy Morrison (en)                     |
| 2015  | Fifa Riccobono (en)                     |
| 2016  | Cold Chisel                             |
| 2017  | Archie Roach                            |
| 2018  | Midnight Oil                            |
| 2019  | Rob Potts                               |
| 2020  | Pas de prix décerné                     |
| 2021  | Helen Reddy, Joy McKean                 |
| 2022  | The Wiggles                             |
| 2023  | Colin Hay, Colleen Ironside             |

### Breakthrough Songwriter Award
Le Breakthrough Songwriter Award est décerné par l'ensemble des auteurs et directeurs de la publication de l'APRA afin de récompenser un auteur-compositeur ou un groupe d'auteurs prometteurs. Ce prix fait son apparition en 2002.
| Année | Artiste(s)                                                                                   |
| ----- | -------------------------------------------------------------------------------------------- |
| 2002  | Jennifer Waite et Grant Wallis (Aneiki (en))                                                 |
| 2002  | Sia                                                                                          |
| 2003  | Craig Nicholls (The Vines)                                                                   |
| 2004  | Delta Goodrem                                                                                |
| 2005  | Missy Higgins                                                                                |
| 2006  | Myles Heskett, Christopher Ross (en) et Andrew Stockdale (Wolfmother)                        |
| 2007  | Glenn Richards (en) (Augie March (en))                                                       |
| 2008  | Sally Seltmann (en) (New Buffalo)                                                            |
| 2009  | Geoffrey Gurrumul Yunupingu                                                                  |
| 2010  | Nick Littlemore (en), Jonathan Sloan, Luke Steele (Empire of the Sun)                        |
| 2011  | Megan Washington (en)                                                                        |
| 2012  | Killian Gavin, Jonathon Hart, Timothy Hart, David Hosking, Jacob Tarasenko (Boy & Bear (en)) |
| 2013  | Matthew Colwell (360) et Kaelyn Behr (Styalz (en))                                           |
| 2014  | Louis Schoorl (en)                                                                           |
| 2015  | Michael Clifford (en), Luke Hemmings, Calum Hood (en), Ashton Irwin (5 Seconds of Summer)    |
| 2016  | Alex Hope                                                                                    |
| 2017  | Troye Sivan                                                                                  |
| 2018  | Sarah Aarons (en)                                                                            |
| 2019  | Dean Lewis                                                                                   |
| 2020  | Toni Watson (Tones and I)                                                                    |
| 2021  | Charlton Howard (The Kid Laroi)                                                              |
| 2022  | Genesis Owusu (en)                                                                           |
| 2023  | Sampa Tembo (Sampa The Great)                                                                |

### Prix pour les chansons les plus jouées
Un certain nombre de prix récompensent les performances statistiques des chansons. Parmi eux se trouvent « Chanson australienne la plus interprétée de l'année », « Chanson australienne la plus interprétée à l'étranger », « Chanson étrangère la plus interprétée », « Chanson de jazz la plus interprétée », « Chanson country la plus interprétée » et « Chanson de danse la plus interprétée ».

## Art Music Awards (avec l'AMC)
| Art Music Awards |
| --- |
| Les différentes catégories de prix en 2020 : 1. Chanson de l'année : Chorale 2. Chanson de l'année : Dramatique 3. Chanson de l'année : Jazz 4. Chanson de l'année : Musique de chambre 5. Chanson de l'année : Grand ensemble 6. Chanson de l'année : Électroacoustique / musique expérimentale 7. Interprétation de l'année : Jazz / musique improvisée 8. Interprétation de l'année : Meilleure composition 9. Prix de l'Excellence en éducation musicale 10. Prix de l'Excellence à l'échelle régionale 11. Prix de l'Excellence en musique expérimentale 12. Luminary Award : Meilleure performance individuelle nationale 13. Luminary Award : Meilleure performance collective nationale 14. Luminary Award : Meilleure performance dans les États et territoires 15. Richard Gill Award pour une contribution importante à la musique australienne |

En 2001, l'APRA s'est associée à l'Australian Music Center (en) (AMC) pour créer plusieurs prix destinés à récompenser les artistes de musique classique australiens : les Classical Music Awards. Par le passé, l'AMC avait déjà organisé plusieurs cérémonies de remise de prix pour la musique classique entre 1988 et 1993, avant une pause de deux ans à cause de coupes budgétaires. La collaboration avec l'APRA a permis de faire perdurer cette remise de prix. A ce jour, c'est la seule récompense qui célèbre la musique classique australienne contemporaine. Ce prix a été remporté par des compositeurs de renom dont Brenton Broadstock (en), Brett Dean, Ross Edwards (en), Georges Lentz, Liza Lim, Richard Mills et Peter Sculthorpe. Après une nouvelle interruption en 2010, l'événement revient sous le nom d'Art Music Awards l'année suivante, sous une nouvelle forme et avec deux nouvelles catégories de prix.
Ces prix récompensent donc aujourd'hui la musique classique, mais aussi le jazz, la musique improvisée, la musique expérimentale et l'art sonore, et sont attribués à des compositeurs, des interprètes ou des acteurs de l'éducation musicale.

### Richard Gill Award pour une contribution importante à la musique australienne
Initialement nommé The Distinguished Services to Australian Music Award, ce prix prend le nom du chef d'orchestre australien Richard Gill (en) (1941-2018) en 2019,.
| Année | Artiste                                  |
| ----- | ---------------------------------------- |
| 2002  | Richard Meale (en)                       |
| 2003  | Robert Hugues (en)                       |
| 2004  | Miriam Hyde                              |
| 2005  | Anne Boyd                                |
| 2006  | Musica Viva Australia (en)               |
| 2007  | Belinda Webster                          |
| 2008  | Judy Bailey (en)                         |
| 2009  | Michael Kieran Harvey (en)               |
| 2010  | Pas de prix décerné                      |
| 2011  | John Hopkins (en) et Patrick Thomas (en) |
| 2012  | Peter Sculthorpe                         |
| 2013  | Georges B.J. Dreyfus                     |
| 2014  | Richard Gill (en)                        |
| 2015  | Larry Sitsky (en)                        |
| 2016  | Helen Gifford (en)                       |
| 2017  | John Pochée (en)                         |
| 2018  | Robyn Holmes                             |
| 2019  | The Necks (en)                           |
| 2020  | Ros Bandt (en)                           |
| 2021  | Penny Lomax et Maureen Cooney            |
| 2022  | Nigel Butterley (en)                     |

## Screen Music Awards (avec AGSC)
| Screen Music Awards |
| --- |
| Les différentes catégories de prix en 2019 : 1. Composition la plus jouée en Australie 2. Composition la plus jouée à l'étranger 3. Meilleure musique pour un documentaire 4. Meilleure musique pour un court-métrage 5. Meilleure musique originale composée pour l'audiovisuel 6. Meilleure musique pour une mini-série ou un téléfilm 7. Meilleure musique pour une série télévisée ou une série 8. Meilleure thème d'émission télévisée 9. Meilleure musique pour enfant 10. Meilleure musique de long métrage 11. Meilleure musique pour une publicité 12. Meilleure bande originale |

Les Screen Music Awards sont remis annuellement depuis 2002. Ils sont organisés par l'APRA et l'AMCOS en collaboration avec l'Australian Guild of Screen Composers (en) (AGSC). La cérémonie, qui se tient tous les ans en novembre, récompense l'excellence et l'innovation dans le domaine de la création visuelle en lien avec la musique. En 2019, le prix couvre 13 catégories.
| Année | Catégorie                            | Artiste |
| ----- | ------------------------------------ | --- |
| 2002  | Meilleure réalisation internationale | David Hirschfelder |
| 2002  | Meilleure musique de long métrage    | Alan John (en) pour The Bank (en)                                                                                                 |
| 2002  | Meilleure album de bande originale   | Paul Kelly, Mairead Hannan, Kev Carmody (en), John Romeril (en), Deirdre Hannan et Alice Garner (en) pour One Night the Moon (en) |
| 2003  | Meilleure réalisation internationale | Bruce Smeaton |
| 2003  | Meilleure musique de long métrage    | Nigel Westlake (en) pour The Nugget (en)                                                                                          |
| 2003  | Meilleur album de bande originale    | Cezary Skubiszewski (en) pour After the Deluge (en)                                                                               |
| 2004  | Meilleure réalisation internationale | Lisa Gerrard |
| 2004  | Meilleure musique de long métrage    | Elizabeth Drake pour Japanese Story                                                                                               |
| 2004  | Meilleur album de bande originale    | Iva Davies (en), Christopher Gordon et Richard Tognetti pour Master and Commander : De l'autre côté du monde                      |
| 2005  | Meilleure réalisation internationale | Bruce Rowland |
| 2005  | Meilleure musique de long métrage    | Ben Ely (en), Matthew Fitzgerald, Tom Schutzinger et Peter Kelly (Decoder Ring (en)) pour Le Saut périlleux                       |
| 2005  | Meilleur album de bande originale    | Roger Mason pour The Extra (en)                                                                                                   |
| 2006  | Meilleure réalisation internationale | Peter Best |
| 2006  | Meilleure musique de long métrage    | François Tétaz (en) pour Wolf Creek                                                                                               |
| 2006  | Meilleur album de bande originale    | David Bridie (en), Albert David et Kadu pour RAN : Remote Area Nurse (en)                                                         |
| 2007  | Meilleure réalisation internationale | The Wiggles |
| 2007  | Meilleure musique de long métrage    | Nigel Westlake (en) pour Miss Potter                                                                                              |
| 2007  | Meilleur album de bande originale    | Nigel Westlake (en) pour Miss Potter                                                                                              |
| 2008  | Meilleure réalisation internationale | Garry McDonald (en) et Laurie Stone                                                                                               |
| 2008  | Meilleure musique de long métrage    | David Hirschfelder pour Les Orphelins de Huang Shui                                                                               |
| 2008  | Meilleur album de bande originale    | Michael Yezerski (en) pour The Black Balloon                                                                                      |
| 2008  | Meilleure musique de court métrage   | Geoffrey Russell pour Noir Drive                                                                                                  |
| 2009  | Meilleure réalisation internationale | Guy Gross (en) |
| 2009  | Meilleure musique de long métrage    | Lisa Gerrard pour Conspiration |
| 2009  | Meilleur album de bande originale    | Cezary Skubiszewski (en) pour Au-delà de l'illusion                                                                               |
| 2010  | Meilleure musique de long métrage    | Christopher Gordon pour Mao's Last Dancer                                                                                         |
| 2010  | Meilleur album de bande originale    | Christopher Gordon pour Mao's Last Dancer                                                                                         |
| 2011  | Meilleure musique de long métrage    | Jed Kurzel pour Les Crimes de Snowtown                                                                                            |
| 2011  | Meilleur album de bande originale    | Rafael May pour Road Train |
| 2012  | Meilleure musique de long métrage    | Lisa Gerrard pour Burning Man |
| 2012  | Meilleur album de bande originale    | Michael Lira (en), Jono Ma, Antony Partos et Irine Vela pour La Gifle                                                             |

## Autres prix

### Emily Burrows Award
L'Emily Burrows Award fait son apparition en 2001. Il est nommé à la mémoire d'Emily Burrows, une ancienne représentante des membres de l'APRA-AMCOS. Le prix est décerné chaque année à un artiste ou à un groupe d'Australie-Méridionale et est accompagné d'un prix de 5 000 $, afin de permettre à l'artiste récompensé de poursuivre son développement et sa carrière. Electric Fields remporte le prix en 2016. Parmi les autres artistes récompensés, on retrouve Hilltop Hoods, The Beards (en) et Ollie English.
En 2019, le prix a été décerné pour la première fois pendant les South Australian Music Awards (en) (SAM Awards), et récompense Dead Roo. Le groupe Seabass est récompensé en 2020, puis Tilly Tjala Thomas en 2021.

### Top 30 Australian Songs (en 2001 uniquement)
Lors de son 75e anniversaire en 2001, l'APRA a partagé pendant une cérémonie dédiée une liste des 30 meilleures chansons australiennes. Une centaine de personnalités musicales ont été invitées à établir leur dix chansons australiennes préférées, et l'ensemble des données a été compilé dans un classement. Les 10 meilleures chansons du classement ont été annoncées sur scène. Pendant la cérémonie, You Am I a interprété la chanson n°1 du classement, "Friday on My Mind" et Ross Wilson (en) a interprété la deuxième meilleure chanson, "Eagle Rock". Les 20 dernières chansons du Top ont été annoncées quatre semaines avant la cérémonie.